# Nansouk

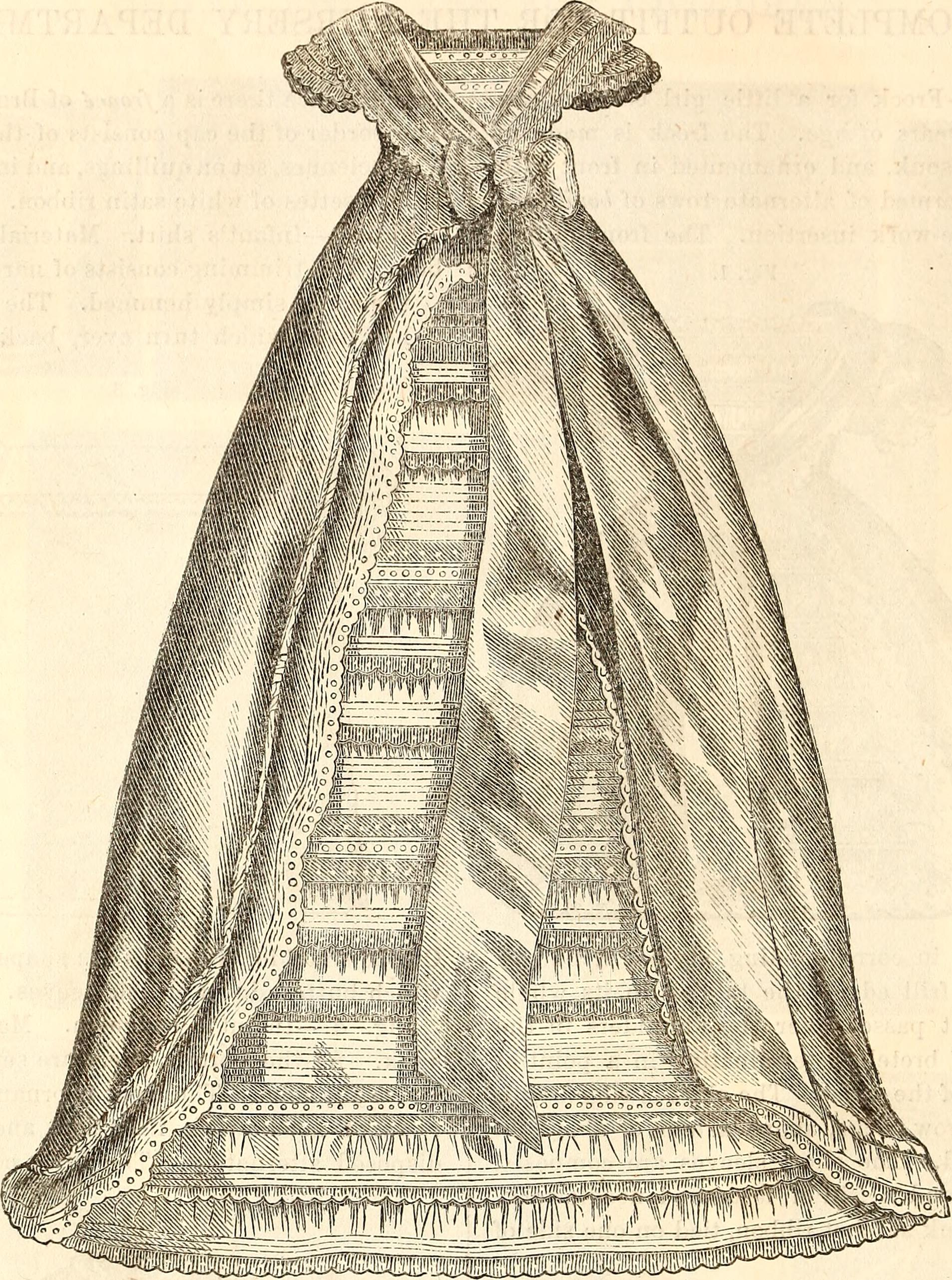
Une robe de nansouk dans le Godey's Lady's Book (1840).

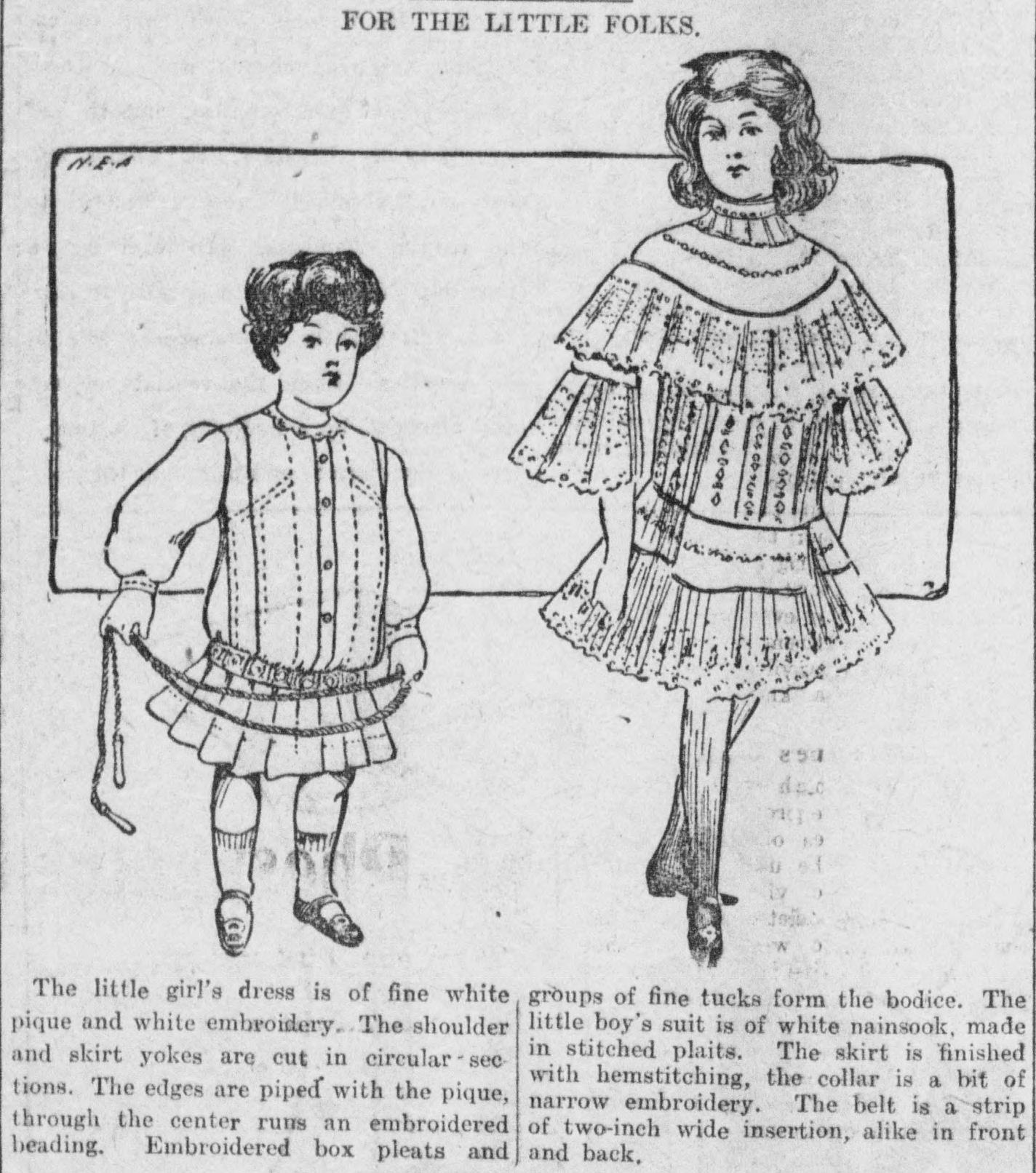
Dans cette illustration de 1904, le petit garçon à gauche est vêtu de nansouk.

Le nansouk, parfois orthographié nansouck, est une étoffe légère en coton, de la famille des mousselines.

## Étymologie
Le mot « nansouk » vient de l'hindi nansuk, qui signifie « délice des yeux ». En 1771, Garsault l'écrit « manzouque » dans son Art de la lingère. La forme anglaise, nainsook, est attestée à partir de 1790.

## Usages
En raison de sa texture fine et de son aspect soyeux, le nansouk a souvent été utilisé depuis la fin du XVIIIe siècle pour les articles de lingerie et les vêtements des jeunes enfants, en particulier les robes de baptême. Pour l'habillement féminin, on le retrouve dans les déshabillés, les robes ou les corsages. Tolstoï en fait mention dans son roman Anna Karénine. En tissu d'ameublement, il peut servir de voilage ou de doublure de rideau. Il peut également former l'enveloppe des couettes et des coussins.